# Helena Okołowicz
Helena Okołowicz-Grzeszczykowa z d. Łabędzka (ur. 1903 w Warszawie, zm. brak danych) – polska malarka i graficzka, jedna z pierwszych nauczycielek akademickich w Polsce.

## Życiorys
Była córką Stanisława i Marii z Widlińskich.
Studiowała w Szkole Sztuk Pięknych (od 1932 ASP) w Warszawie. Kształciła się pod kierunkiem Tadeusza Pruszkowskiego. Wiedzę poszerzała także we Włoszech i Francji. Po uzyskaniu dyplomu została asystentką w katedrze Pruszkowskiego. W owym czasie warszawska ASP jako pierwsza uczelnia w Polsce zatrudniała kobiety na stanowiskach dydaktycznych.
Należała do stowarzyszenia plastyków „Grupa Czwarta”, ostatniej formacji artystycznej utworzonej przez uczniów Pruszkowskiego. Pokazywała swoje prace m.in. na wystawach organizowanych przez to ugrupowanie, a także salonach artystycznych Instytutu Propagandy Sztuki i w szwajcarskim Rapperswilu. Była członkinią Bloku Zawodowych Artystów Plastyków.
25 grudnia 1935 poślubiła Szczepana Grzeszczyka –  pilota i konstruktora lotniczego. W okresie II wojny światowej przebywała wraz z mężem w Wielkiej Brytanii. Wzięła tam udział w najgłośniejszej polskiej wystawie podczas wojny. Była to ekspozycja zorganizowana przez The Society of Polish Artists in Great Britain w salach The Allied Circle w Londynie. Udostępniona do zwiedzania od 19 stycznia do 2 lutego 1944. Swój dorobek powstały po 1939 oprócz niej zaprezentowała dwudziestka artystów m.in. Henryk Gotlib, Rajmund Kanelba, Janina Konarska, Piotr Potworowski, Bronisława Michałowska, Józef Paweł Natanson, Feliks Topolski, Rimma Szturm de Sztrem i Aleksander Żyw.

## Twórczość
Uprawiała malarstwo sztalugowe, tworząc portrety, martwe natury i pejzaże. Zajmowała się również grafiką – warsztatową i użytkową.

### Malarstwo
- Portret kobiety

### Grafika
- Uliczna przekupka, 1932